# Prentiss Mellen
Prentiss Mellen (Sterling, 1764. október 11. – Portland, 1840. december 31.) az Amerikai Egyesült Államok szenátora (Massachusetts, 1818–1820).